# Március 14.
Március 14. az év 73. (szökőévben 74.) napja a Gergely-naptár szerint. Az évből még 292 nap van hátra.
Névnapok: Matild + Jarmila, Matilda, Méta, Metta, Paulina, Pólika, Tilda, Tikva, Tília, Tilla

## Események

### Politikai események
- 1074 - Salamon király és a Béla-fiak közötti belháború döntő ütközete a mogyoródi csata zajlik.
- 1937 – Kihirdetik XI. Piusz pápa „Égető aggodalommal” című enciklikáját, melyben elítéli a faji törvényeket.[1]
- 1939 – Jozef Tiso miniszterelnök bejelenti Szlovákia kiválását Csehszlovákiából és az önálló szlovák állam megalakulását. (Német befolyás alatt.)
- 1943 – A nácik erőszakkal felszámolják a krakkói zsidó gettót. (13-án és 14-én)
- 1945 – A harmadik, legsúlyosabb brit-amerikai légitámadás Érsekújvár (ma: Nové Zámký, Szlovákia) ellen. Ezúttal lakónegyedeket is bombáznak, megsemmisülnek a vár és a környező műemlékek, sok polgári lakos veszti életét.
- 1948 – Először adnak át Kossuth-díjakat (az 1848-as forradalom századik évfordulója alkalmából).
- 1990 – Parlament jegyzőkönyvébe bejegyezik, hogy Mindszenty József hercegprímás egy koncepciós per áldozata volt.
- 1990 – Sebastian Kräuter püspök kerül a Temesvári egyházmegye élére.[2]
- 2004 – Vlagyimir Putyint másodszor is elnökké választják.[3]
- 2008 – Parlamenti választások Iránban.

### Tudományos és gazdasági események
- 1986 – Az ESA Giotto nevű űrszondája 540 km-re közelíti meg a Halley-üstököst.
- 2008 –  II. Erzsébet brit királynő megnyitja a londoni Heathrow repülőtér ötödik terminálját.

### Kulturális események

#### Irodalmi, színházi és filmes események
- 2023 – Brian Mayt III. Károly király lovaggá ütötte.

### Sportesemények
- 2005 – Nagykanizsán megalakul a Nagykanizsa Demons Amerikaifutball-klub.

Formula–1
- 1993 –  Dél-Afrikai Nagydíj, Kyalami - Győztes: Alain Prost  (Williams Renault)
- 2010 –  bahreini nagydíj, Sakhir - Győztes: Fernando Alonso  (Ferrari)

### Egyéb események
- 1941 – Técsőn és környékén földrengést észleltek.
- 2006 – Az első két "Combino Supra" villamos megérkezett Budapestre.
- 2008 – A Richter-skála szerinti 5,2-es erősségű földrengés rázza meg a görög Peloponnészosz-félsziget déli partvidékét.
- 2013 – Rendkívüli időjárás Magyarországon

## Születések
- 1681 – Georg Philipp Telemann német zeneszerző († 1767)
- 1769 – Kármán József magyar író († 1795)
- 1794 – Bem József lengyel katonatiszt, az 1848-49-es szabadságharc tábornoka († 1850)
- 1804 – id. Johann Strauss osztrák hegedűművész, zeneszerző, karmester, zenekarvezető, ifj. Johann Strauss édesapja (* 1849)
- 1819 – Hollán Hugó katonatiszt († 1863)
- 1822 – Szabó József geológus († 1894)
- 1844 – I. Umbertó olasz király († 1900)
- 1853 – Ferdinand Hodler svájci festő († 1918)
- 1864 – Kürschák József matematikus, az MTA tagja, az algebra kiemelkedő tudósa († 1933)
- 1867 – Marie Steiner művész, antropozófus († 1948)
- 1877 – Voinovich Géza magyar irodalomtörténész, esztéta, a Magyar Tudományos Akadémia tagja († 1952)
- 1877 – Bátki József magyar festő- és szobrászművész († 1948)
- 1879 – Albert Einstein német születésű amerikai fizikus, Nobel-díjas, a relativitáselmélet kidolgozója († 1955)
- 1855 – Loczka József magyar ásványkémikus (mineralógus), a Magyar Nemzeti Múzeum ásványtárának igazgató őre, több analitikai módszer kidolgozója († 1912)
- 1882 – Wacław Sierpiński lengyel matematikus († 1969)
- 1891 – Huzella Ödön magyar költő, újságíró, művészettörténész († 1961)
- 1900 – Kiss Lajos magyar népzenekutató, zeneszerző, karmester († 1982)
- 1901 – Galánthai gróf Esterházy János Csehszlovákia legjelentősebb magyar mártír politikusa († 1957)
- 1903 – Musztafa Barzáni mullah, iraki kurd politikus, szabadságharcos, az iraki Kurd Demokrata Párt vezetője († 1979)
- 1910 – László Gyula történész, régész († 1998)
- 1912 – Charles Van Acker belga autóversenyző († 1988)
- 1912 – Sebestyén Géza könyvtáros, bibliográfus, az Országos Széchényi Könyvtár főigazgató-helyettese 1958 és 1976 között († 1976)
- 1913 – Enrique Tintore spanyol autóversenyző († 1973)
- 1913 – Makrisz Agamemnon (Memos Makris, Αγαμέμνων Μακρής, Μέμος Μακρής) görög származású magyar szobrászművész († 1993)
- 1915 – Kulcsár Irma magyar színésznő, előadóművész († 1944)
- 1919 – Balogh András magyar festőművész, kerttervező, művészeti szakíró, címzetes egyetemi tanár († 1992)
- 1921 – Vargha Balázs magyar író, irodalomtörténész, forgatókönyvíró, könyvtáros, pedagógus († 1996)
- 1927 – Eckhardt Sándor Széchenyi-díjas magyar orvos, onkológus, az MTA tagja († 2016)
- 1928 – Szatmári Liza Aase- és Gobbi Hilda-díjas magyar színésznő († 2024)
- 1930 − Heinzelmann Emma Munkácsy-díjas magyar grafikus, illusztrátor
- 1933
  - Michael Caine kétszeres Oscar-díjas angol színész
  - Quincy Jones amerikai zenei producer, televíziós producer, karmester, zeneszerző és trombitás többszörös Grammy-díjas († 2024)
- 1939 – Yves Boisset francia filmrendező, forgatókönyvíró
- 1939 – Bertrand Blier francia filmrendező, színész, forgatókönyvíró († 2025)
- 1939 – Szegedi Molnár Géza magyar színész, parodista († 2008)
- 1942 – Héjja Sándor magyar színész († 1996)
- 1944 – Máger Ágnes magyar festőművész, a Széchenyi Irodalmi és Művészeti Akadémia Miskolci Területi Csoportjának tagja
- 1948 – Billy Crystal amerikai színész, író, producer
- 1950 – Seregély Zoltán magyar filmrendező, producer, alkalmazott grafikus
- 1951 – Szakály Ágnes Liszt-díjas magyar cimbalomművész
- 1953 – Komjáthy Ágnes magyar közgazdász, egykori fotómodell. Korábban a Skála áruház reklámarcaként vált ismertté.
- 1954 – Sipos András magyar színész, zenész († 2007)
- 1958 – II. Albert monacói herceg
- 1958 – Szász János Balázs Béla-díjas magyar színházi és filmrendező, dramaturg, forgatókönyvíró, egyetemi tanár, érdemes és kiváló művész
- 1960 – Quintus Konrád magyar színész
- 1961 – Borsos Balázs az MTA Bölcsészettudományi Kutatóközpont Néprajztudományi Intézet igazgatóhelyettese, tudományos tanácsadója, etnológus, filmrendező, operatőr, egyetemi tanár
- 1961 – Kamondy Imre magyar színész, író, költő, zenész, festő
- 1962 – Kőrösi Zoltán író, film-forgatókönyvíró, dramaturg († 2016)
- 1965 – Szeles József magyar színész
- 1973 – Jónás Tamás magyar költő, író, programozó
- 1976 – Daniel Gillies kanadai születésű, új-zélandi színész
- 1979 – Chris Klein amerikai színész
- 1982 – François Sterchele belga labdarúgó
- 1985 – Madarassy Ádám magyar úszó
- 1986 – Jamie Bell angol színész (a „Billy Elliot” című angol–francia film címszereplője)
- 1990 – Kádár Tamás magyar labdarúgó
- 1990 – Thalí García mexikói színésznő, énekesnő, modell és műsorvezető
- 1990 – Sasha Clements kanadai színésznő
- 1992 – Szántó Balázs magyar színész
- 1994 – Nick Goepper amerikai síakrobata
- 1994 – Ansel Elgort amerikai színész

## Halálozások
- 840 – Einhard frank történetíró (* 775 körül)
- 1571 – I. János Zsigmond, választott magyar király, erdélyi fejedelem, I. János király fia (* 1540)
- 1860 – Apostol Pál evangélikus prédikátor (* 1787)
- 1860 – Carl Ritter von Ghega (sz. Carlo Ghega) osztrák mérnök, a semmeringi vasút építője (* 1802)
- 1883 – Karl Marx német baloldali filozófus, ideológus (* 1818)
- 1927 – Jānis Čakste lett politikus, az ország első elnöke (* 1859)
- 1932 – George Eastman feltaláló, üzletember (Kodak) (* 1854)
- 1945 – Fényes Adolf magyar festőművész (* 1867)
- 1950 – Nagy Sándor magyar festőművész és grafikus (* 1869)
- 1953 – Klement Gottwald kommunista politikus, Csehszlovákia elnöke (* 1896)
- 1955 – Fuchs Jenő négyszeres olimpiai bajnok magyar vívó (* 1882)
- 1957 – Eugenio Castellotti olasz autóversenyző (* 1930)
- 1970 – Mary Ann Ganser amerikai énekes-zenész, a The Shangri-Las együttes alapító tagja (* 1948)
- 1995 – Moholi Károly magyar geográfus (* 1916)
- 1997 – Fred Zinnemann amerikai filmrendező (* 1907)
- 2008 – Chiara Lubich olasz katolikus aktivista, a Fokoláre mozgalom alapítója (* 1920)
- 2016 – Lendvay Éva erdélyi magyar költő, szerkesztő (* 1935)
- 2018 – Stephen Hawking angol elméleti fizikus (* 1942)
- 2019 – Charlie Whiting brit sportbíró, a Formula–1 versenyigazgatója (* 1952)
- 2019 – Novák Ilona olimpiai bajnok magyar úszó (* 1925)
- 2019 – Samu István dr. magyar orvos, ideg- és elmegyógyász (* 1923)
- 2024 – Szüts Miklós magyar festőművész (* 1945)

## Nemzeti ünnepek, emléknapok, világnapok
- Nemzetközi π-nap Pi-day (és  kapcsolódó ünnep a július 22-i Pi Approximation Day)
- Libanon: a szolidaritás napja
- Ausztrália: a győzelem napja
- Gátellenes világnap